# Josh Dun
Joshua William Dun (Columbus (Ohio), 18 juni 1988) is een Amerikaanse drummer.
Dun speelt in de tweedelige band Twenty One Pilots, samen met Tyler Joseph (2011-heden). Dun was eerder lid van de band House of Heroes, waarin hij in 2010 voor acht maanden de voormalige drummer verving.
In de middelbare school nam Dun eerst trompetlessen. Later leerde hij zichzelf de drums aan.
Dun werkte drie jaar bij Guitar Center. Daar ontmoette hij Chris Salih, toenmalig drummer van Twenty One Pilots, die hem ook introduceerde aan Tyler Joseph.
Boven zijn linkerknie heeft Dun een tattoo van de naam Tyler. Tyler Joseph heeft evenzo een tattoo van de naam Josh op zijn rechterdij.
Dun is sinds 2019 getrouwd met de Amerikaanse actrice Debby Ryan, bekend van onder meer de televisieserie Jessie.